# When We Are Done, Your Flesh Will Be Ours
When We Are Done, Your Flesh Will Be Ours es el segundo álbum de estudio de la banda sueca The Project Hate MCMXCIX lanzado el 24 de agosto de 2001. Fue producido por Lord K. Philipson y Mieszko Talarczyk.

## Lista de canciones
1. I Smell Like Jesus... Dead! - 7:07
2. Can't Wait - 6:58
3. Hellucination - 6:48
4. Believing Is Bleeding - 4:42
5. Hell Incarnate - 7:13
6. Forsaken By the Naked Light of Day - 6:03
7. Blessed Are We to Be Lied Upon - 4:06
8. Disciples of the Apocalypse - 6:00
9. In Sickness and In Hell - 5:57
10. Dividead - 3:17

## Integrantes
- Lord K. Philipson - guitarra, bajo, programación, teclados y batería
- Jörgen Sandström - voz
- Mia Ståhl - voz